# 羊场镇 (大方县)
羊场镇，是中华人民共和国贵州省毕节市大方县下辖的一个乡镇级行政单位。

## 行政区划
羊场镇下辖以下地区：
羊场社区、羊场村、坪寨村、桶井村、朱仲河村、龙井村、平坝村、新田村和石板村。